# Nati il 10 gennaio
| Questa pagina contiene informazioni ricavate automaticamente dalle voci biografiche con l'ausilio del template Bio e di un bot. L'aggiornamento è periodico e automatico e ricostruisce completamente la pagina. Se manca una persona in questa lista, sei pregato di non aggiungerla, ma accertati piuttosto che la sua voce biografica contenga il template Bio e che i dati anagrafici siano correttamente compilati. Se il template Bio manca, inseriscilo tu stesso o, in alternativa, metti l'avviso {{tmp\|Bio}} che ne segnala la mancanza. Se i dati riportati sono sbagliati, correggi direttamente la voce biografica; le modifiche saranno visibili in questa lista entro pochi giorni. Per chiarimenti vedi il progetto biografie. La lista contiene solo le 1.306 persone che sono citate nell'enciclopedia e per le quali è stato implementato correttamente il template Bio. Pagina aggiornata al 17 ago 2025. |

## XIII secolo(1)
- 1203 - Abū Shāma, storico arabo († 1268)

## XV secolo(3)
- 1480 - Margherita d'Asburgo, nobile († 1530)
- 1490 - Gabriele Cesano, vescovo cattolico italiano († 1568)
- 1493 - Nicolaus Olahus, arcivescovo cattolico e alchimista ungherese († 1568)

## XVI secolo(5)
- 1517 - Vincenzo Ercolani, vescovo cattolico italiano († 1586)
- 1538 - Luigi di Nassau, generale olandese († 1574)
- 1573 - Simon Marius, astronomo tedesco († 1624)
- 1588 - Nicolaes Eliaszoon Pickenoy, pittore olandese
- 1593 - Maurizio di Savoia, cardinale e vescovo cattolico italiano († 1657)

## XVII secolo(19)
- 1606 - Paolo Minucci, letterato e poeta italiano († 1695)
- 1607 - Isacco Jogues, gesuita e missionario francese († 1646)
- 1610 - Philip Fruytiers, pittore e incisore fiammingo († 1666)
- 1617 - Francesco Antonio Picchiatti, architetto, ingegnere e archeologo italiano († 1694)
- 1619 - Philip Sidney, III conte di Leicester, nobile e politico inglese († 1698)
- 1621 - Apollinare Agresta, teologo, filosofo e storico italiano († 1695)
- 1635 - Alessandro Farnese, generale spagnolo († 1689)
- 1644 - Louis François de Boufflers, generale francese († 1711)
- 1644 - Celestino Sfondrati, cardinale, vescovo cattolico e teologo italiano († 1696)
- 1650 - Daniël van Dopff, generale olandese († 1718)
- 1650 - Carlo Ottaviano Guasco, vescovo cattolico italiano († 1717)
- 1650 - Sofia Amalia di Nassau-Siegen, principessa tedesca († 1688)
- 1653 - Gerolamo Frigimelica, architetto, librettista e poeta italiano († 1732)
- 1654 - Giovanni Maria Gabrielli, cardinale italiano († 1711)
- 1658 - Michel Serre, pittore spagnolo († 1733)
- 1669 - Alessandro Pascoli, scrittore, filosofo e medico italiano († 1757)
- 1678 - Paul Gabriel Antoine, teologo e gesuita francese († 1743)
- 1697 - Johann Eberhard Fischer, storico e linguista tedesco († 1771)
- 1699 - Giacomo Martorelli, filologo italiano († 1777)

## XVIII secolo(43)
- 1701 - Enrichetto Virginio Natta, cardinale e vescovo cattolico italiano († 1768)
- 1702 - Johannes Zick, pittore tedesco († 1762)
- 1715 - Christian August Crusius, filosofo e teologo tedesco († 1775)
- 1716 - Léger Marie Deschamps, filosofo francese († 1774)
- 1722 - Andreas von Riaucour, nobile, politico e diplomatico tedesco († 1794)
- 1730 - Cesare Alberico Lucini, arcivescovo cattolico italiano († 1768)
- 1732 - Charles Monnet, pittore, disegnatore e illustratore francese († 1819)
- 1732 - Giovanni Battista Rivellini, arcivescovo cattolico italiano († 1795)
- 1736 - James Innes-Ker, V duca di Roxburghe, nobile scozzese († 1823)
- 1738 - Ethan Allen, generale statunitense († 1789)
- 1741 - Elisabetta Carolina di Hannover, principessa inglese († 1759)
- 1742 - John Cadwalader, generale e mercante statunitense († 1786)
- 1744 - Thomas Mifflin, politico statunitense († 1800)
- 1744 - Chiara Spinelli di Belmonte, pittrice e nobile italiana († 1823)
- 1745 - Étienne Aubry, pittore francese († 1781)
- 1745 - Isaac Titsingh, diplomatico olandese († 1812)
- 1745 - Giuseppe Vernazza, storico, epigrafista e politico italiano († 1822)
- 1747 - Abraham-Louis Breguet, orologiaio e inventore svizzero († 1823)
- 1752 - Laurent Truguet, ammiraglio francese († 1839)
- 1754 - Pietro Brandolese, editore italiano († 1809)
- 1760 - Guillaume Guillon Lethière, pittore francese († 1832)
- 1761 - Stanisław Mokronowski, generale polacco († 1821)
- 1763 - Joseph Lagrange, militare e politico francese († 1836)
- 1765 - Adolf Ribbing, militare svedese († 1843)
- 1765 - Melchor de Talamantes, religioso messicano († 1809)
- 1766 - Louis-Guillaume-Valentin Dubourg, arcivescovo cattolico francese († 1833)
- 1767 - Johann Ludwig Alexander von Laudon, generale russo († 1822)
- 1768 - Hugues Nardon, politico francese († 1812)
- 1769 - Michel Ney, generale francese († 1815)
- 1771 - Pierre Louis Jean Casimir de Blacas, antiquario e diplomatico francese († 1839)
- 1775 - Bajirao II, politico indiano († 1851)
- 1776 - Luigi Francesetti di Mezzenile, politico e nobile italiano († 1850)
- 1780 - Martin Lichtenstein, medico, esploratore e zoologo tedesco († 1857)
- 1780 - Pieter Christoffel Wonder, pittore olandese († 1852)
- 1781 - Carolina Bassi, contralto italiano († 1862)
- 1783 - William Cavendish, politico inglese († 1812)
- 1785 - John Fleming, naturalista, zoologo e geologo britannico († 1857)
- 1786 - Aleksandr Ivanovič Černyšëv, generale, diplomatico e politico russo († 1857)
- 1797 - Annette von Droste-Hülshoff, scrittrice e poetessa tedesca († 1848)
- 1797 - August Koberstein, storico della letteratura tedesco († 1870)
- 1798 - Federigo Sclopis di Salerano, giurista, magistrato e politico italiano († 1878)
- 1799 - Petrache Poenaru, pedagogo, inventore e ingegnere romeno († 1875)
- 1800 - Heinrich August Wilhelm Meyer, pastore protestante e teologo tedesco († 1873)

## XIX secolo(184)
- 1802 - Carlo Ghega, ingegnere italiano († 1860)
- 1804 - Élie Frédéric Forey, generale francese († 1872)
- 1804 - Sergio Nigri, compositore e flautista italiano († 1839)
- 1806 - Camillo Di Pietro, cardinale e arcivescovo cattolico italiano († 1884)
- 1806 - Louis Joseph César Ducornet, pittore francese († 1856)
- 1806 - Daniel Grivaz, politico e giudice svizzero († 1881)
- 1806 - Laurencin, drammaturgo e librettista francese († 1890)
- 1806 - Carlo Manca, politico italiano († 1861)
- 1806 - Lorenzo Nencini, scultore italiano († 1854)
- 1808 - Thomas J. Dryer, politico e editore statunitense († 1879)
- 1808 - Abraham Mapu, romanziere lituano († 1867)
- 1809 - Martin Fourichon, ammiraglio e politico francese († 1884)
- 1810 - Jeremiah S. Black, politico, avvocato e statistico statunitense († 1883)
- 1810 - Raffaele Busacca dei Gallidoro, politico italiano († 1893)
- 1811 - Melchior Paul von Deschwanden, pittore svizzero († 1881)
- 1812 - Quirino Bocciardi, compositore italiano
- 1812 - Georg Hermann Nicolai, architetto e docente tedesco († 1881)
- 1814 - Paolo Bovi Campeggi, patriota italiano († 1874)
- 1815 - John A. Macdonald, politico canadese († 1891)
- 1815 - Luigi Montagnini, magistrato e politico italiano († 1882)
- 1816 - Jean-Joseph Thonissen, politico e avvocato belga († 1891)
- 1817 - Gustav Wilhelm Körber, botanico tedesco († 1885)
- 1817 - August Weber, pittore tedesco († 1873)
- 1818 - Esdra Pontremoli, poeta, traduttore e pedagogo italiano († 1888)
- 1819 - Andō Nobumasa, militare giapponese († 1871)
- 1819 - Pierre-Édouard Frère, pittore e litografo francese († 1886)
- 1820 - Neville Bowles Chamberlain, militare britannico († 1902)
- 1820 - Louisa Lane Drew, attrice teatrale e impresaria teatrale inglese († 1897)
- 1821 - Carolina di Meclemburgo-Strelitz, nobile tedesca († 1876)
- 1828 - Hermann Dahlen von Orlaburg, militare e politico austriaco († 1887)
- 1828 - John Thompson Hoffman, politico statunitense († 1888)
- 1828 - Henry Hooker, allevatore statunitense († 1907)
- 1829 - Hermann Blankenstein, architetto tedesco († 1910)
- 1829 - Augusto Castellani, orafo italiano († 1914)
- 1831 - Faustino Tanara, patriota e militare italiano († 1876)
- 1834 - John Emerich Edward Dalberg-Acton, storico e politico britannico († 1902)
- 1834 - Fukuzawa Yukichi, scrittore e saggista giapponese († 1901)
- 1836 - Charles Ingalls, statunitense († 1902)
- 1837 - Konstantin Gutberlet, presbitero, filosofo e teologo tedesco († 1928)
- 1838 - Nicola Mameli, patriota e politico italiano († 1901)
- 1838 - David McGowan, arciere statunitense († 1924)
- 1839 - Carlo Alberto Gerbaix de Sonnaz, diplomatico e politico italiano († 1920)
- 1840 - Louis Nazaire Bégin, cardinale e arcivescovo cattolico canadese († 1925)
- 1841 - George Wallace Melville, ammiraglio e ingegnere statunitense († 1912)
- 1841 - Ernest Vaughan, giornalista e scrittore francese († 1929)
- 1842 - Luigi Pigorini, archeologo e politico italiano († 1925)
- 1843 - Frank James, pistolero e militare statunitense († 1915)
- 1844 - Hans Geelmuyden, astronomo norvegese († 1920)
- 1845 - Alexander Burgener, alpinista svizzero († 1910)
- 1845 - Louis-Denis Chalain, operaio francese
- 1846 - Bernardo Benussi, storico italiano († 1929)
- 1846 - Salvatore Farina, scrittore e giornalista italiano († 1918)
- 1847 - Gustav Behrend, dermatologo tedesco († 1925)
- 1847 - Ferdinando Maria Perrone, imprenditore e patriota italiano († 1908)
- 1847 - Jacob Henry Schiff, banchiere, imprenditore e filantropo tedesco († 1920)
- 1849 - Donato Barcaglia, scultore italiano († 1930)
- 1850 - John Wellborn Root, architetto statunitense († 1891)
- 1850 - Gaetano Savini, artista, cartografo e storico italiano († 1917)
- 1851 - Victor Léonard Michiel, generale belga († 1918)
- 1852 - Carlo Aventi, avvocato e politico italiano († 1909)
- 1853 - Lorenzo Cavaliero, politico e avvocato italiano
- 1853 - John Martin Schaeberle, astronomo tedesco († 1924)
- 1854 - Ramón Corral, politico e generale messicano († 1912)
- 1854 - Henry Detouche, pittore, incisore e disegnatore francese († 1913)
- 1854 - Peter Gast, compositore tedesco († 1918)
- 1858 - Dillo Lombardi, attore teatrale e attore cinematografico italiano († 1935)
- 1858 - Heinrich Zille, illustratore e fotografo tedesco († 1929)
- 1858 - Maria Antonietta d'Asburgo-Lorena, nobile († 1883)
- 1859 - Pasquale Azzolina, scultore italiano († 1934)
- 1859 - Herbert William Conn, batteriologo e educatore statunitense († 1917)
- 1859 - Ulisse Gobbi, economista e matematico italiano († 1940)
- 1859 - Francesco Novati, filologo e critico letterario italiano († 1915)
- 1860 - Soyen Shaku, maestro zen giapponese († 1919)
- 1863 - Félix Wielemans, generale belga († 1917)
- 1864 - Pëtr Nikolaevič Romanov, nobile russo († 1931)
- 1865 - Mary Ingalls, statunitense († 1928)
- 1865 - Luisa Mussini, pittrice, scultrice e poetessa italiana († 1925)
- 1866 - Karl Aschoff, medico tedesco († 1942)
- 1866 - Wilhelm Traube, chimico tedesco († 1942)
- 1867 - Roger Nivière, tiratore a volo francese († 1917)
- 1868 - Ozaki Kōyō, scrittore giapponese († 1903)
- 1869 - Giuseppe De Liguoro, regista e attore italiano († 1944)
- 1869 - Carlo Montù, militare, politico e ingegnere italiano († 1949)
- 1870 - Louis Artus, scrittore, drammaturgo e critico teatrale francese († 1960)
- 1870 - Henri Rinck, compositore di scacchi francese († 1952)
- 1870 - Giulio Venzi, magistrato e politico italiano († 1935)
- 1871 - Enrica von Handel-Mazzetti, scrittrice e poetessa austriaca († 1955)
- 1871 - Eugenio Zaniboni, giornalista, germanista e traduttore italiano († 1926)
- 1872 - Edward Babcock, lottatore statunitense († 1936)
- 1873 - Algernon Maudslay, velista britannico († 1948)
- 1873 - George Orton, siepista e ostacolista canadese († 1958)
- 1874 - Enrico Cannio, musicista italiano († 1949)
- 1874 - Albert Mathiez, storico francese († 1932)
- 1875 - Paul Clairmont, chirurgo austriaco († 1942)
- 1875 - Federico Millosevich, mineralogista e politico italiano († 1942)
- 1875 - Ugo Ricci, giornalista e scrittore italiano († 1940)
- 1875 - Giulio Rodinò, politico italiano († 1946)
- 1875 - Issai Schur, matematico tedesco († 1941)
- 1876 - Augusto Bertazzoni, arcivescovo cattolico italiano († 1972)
- 1877 - Rinaldo Panzarasa, avvocato e imprenditore italiano († 1950)
- 1877 - Bonifatius Sauer, vescovo cattolico, abate e missionario tedesco († 1950)
- 1878 - Angelo Brando, pittore italiano († 1955)
- 1878 - Johann Lemmerz, progettista e imprenditore tedesco († 1952)
- 1878 - John McLean, giocatore di football americano, ostacolista e lunghista statunitense († 1955)
- 1879 - Armanda degli Abbati, mezzosoprano italiano († 1946)
- 1880 - Manuel Azaña Díaz, politico spagnolo († 1940)
- 1880 - Paolo Giobbe, cardinale e arcivescovo cattolico italiano († 1972)
- 1880 - Frans Van Cauwelaert, politico e avvocato belga († 1961)
- 1880 - Grock, circense svizzero († 1959)
- 1881 - Marius Royet, calciatore francese († 1915)
- 1881 - Hanns Sachs, psicoanalista tedesco († 1947)
- 1882 - Eugène Joseph Delporte, astronomo belga († 1955)
- 1882 - Gustavo Fabbri, politico italiano († 1962)
- 1882 - Gerardo Meloni, orientalista italiano († 1912)
- 1882 - Joseph Werbrouck, pistard belga († 1974)
- 1883 - Frederick Barrett, marittimo britannico († 1931)
- 1883 - Angelo Braga, medico italiano († 1958)
- 1883 - Francis X. Bushman, attore, regista e sceneggiatore statunitense († 1966)
- 1883 - Oscar Goerke, pistard statunitense († 1934)
- 1883 - Maria Enrichetta d'Asburgo-Teschen, principessa austriaca († 1956)
- 1883 - Florence Reed, attrice statunitense († 1967)
- 1883 - Alfred Saalwächter, ammiraglio tedesco († 1945)
- 1883 - Giulio Tagliavini, ciclista su strada e pistard italiano († 1952)
- 1883 - Aleksej Nikolaevič Tolstoj, scrittore e politico russo († 1945)
- 1884 - Wilhelm Gustav Franz Herter, micologo e botanico tedesco († 1958)
- 1884 - Mosè Ricci, politico italiano († 1952)
- 1884 - Carlo Vecchiarelli, generale italiano († 1948)
- 1884 - Francesco Zingales, generale italiano († 1950)
- 1885 - Eric Forsyth, pallanuotista britannico († 1951)
- 1886 - Francesco Fransoni, diplomatico italiano († 1974)
- 1886 - Giuseppe Girelli, presbitero e missionario italiano († 1978)
- 1886 - Diamond Jenness, antropologo e archeologo canadese († 1969)
- 1886 - Roman von Ungern-Sternberg, generale russo († 1921)
- 1887 - José Américo de Almeida, scrittore, politico e insegnante brasiliano († 1980)
- 1887 - Robinson Jeffers, poeta statunitense († 1962)
- 1887 - Maurice Olivier, calciatore francese († 1978)
- 1887 - Antonio Zanella, partigiano, artigiano e allevatore italiano († 1955)
- 1888 - André Blaise, ciclista su strada belga († 1941)
- 1889 - Rafael Bardem, attore spagnolo († 1972)
- 1889 - Efrem Bartoletti, sindacalista e poeta italiano († 1961)
- 1889 - Efrem Forni, cardinale italiano († 1976)
- 1889 - Nazaria Ignacia March Mesa, religiosa spagnola († 1943)
- 1889 - Paul Nettl, critico musicale e musicologo austro-ungarico († 1972)
- 1889 - Andreas Rinkel, arcivescovo vetero-cattolico olandese († 1979)
- 1890 - Harold Alden, astronomo statunitense († 1964)
- 1890 - Douglas MacLean, attore, sceneggiatore e produttore cinematografico statunitense († 1967)
- 1890 - Pina Menichelli, attrice italiana († 1984)
- 1890 - Joseph Santley, regista, produttore televisivo e sceneggiatore statunitense († 1971)
- 1890 - Francesco Sapori, scrittore e critico d'arte italiano († 1964)
- 1891 - Heinrich Behmann, logico e matematico tedesco († 1970)
- 1891 - Bernard Herzbrun, scenografo statunitense († 1964)
- 1891 - Ann Shoemaker, attrice statunitense († 1978)
- 1892 - Kornél Havasi, scacchista ungherese († 1945)
- 1892 - Dumas Malone, storico statunitense († 1986)
- 1892 - Ezio Villani, politico e partigiano italiano († 1955)
- 1893 - Hilding Ekman, mezzofondista svedese († 1966)
- 1893 - Vicente Huidobro, poeta cileno († 1948)
- 1894 - Gaetano Zingali, statistico, economista e politico italiano († 1975)
- 1894 - Nikolaj Zubarev, scacchista russo († 1951)
- 1895 - Enrico Rocca, giornalista, scrittore e traduttore italiano († 1944)
- 1896 - Walter Blume, aviatore, progettista e ingegnere aeronautico tedesco († 1964)
- 1896 - Amedeo D'Albora, ingegnere, dirigente sportivo e politico italiano († 1980)
- 1896 - Michele Lanzetta, politico italiano († 1974)
- 1896 - Frances Louise Lockridge, scrittrice statunitense († 1963)
- 1896 - Virginia Valli, attrice statunitense († 1968)
- 1897 - Giovanni Borgato, calciatore italiano († 1975)
- 1897 - Georgij Danilov, linguista e africanista sovietico († 1937)
- 1897 - Lya De Putti, attrice ungherese († 1931)
- 1897 - Friedrich-Wilhelm Hauck, generale tedesco († 1979)
- 1897 - Gianni Mantero, ingegnere, architetto e incisore italiano († 1985)
- 1897 - Dante Prosperi, calciatore italiano
- 1898 - Katharine Burr Blodgett, fisica statunitense († 1979)
- 1898 - Aldo Fagiuoli, allenatore di calcio e calciatore italiano († 1964)
- 1898 - Fats Jenkins, cestista e giocatore di baseball statunitense († 1968)
- 1898 - Arthur Johnston, compositore, arrangiatore e pianista statunitense († 1954)
- 1898 - Siegfried Rasp, generale tedesco († 1968)
- 1899 - Aldo Caprani, avvocato e politico italiano († 1947)
- 1899 - Kenneth Casey, attore e compositore statunitense († 1965)
- 1899 - Per Holm, calciatore norvegese († 1974)
- 1899 - Szolem Mandelbrojt, matematico francese († 1983)
- 1899 - John J. Mescall, direttore della fotografia statunitense († 1962)
- 1899 - Justas Paleckis, politico lituano († 1980)
- 1900 - Mario Mastrangelo, militare italiano († 1943)
- 1900 - Teodoro Picado Michalski, politico costaricano († 1960)

## XX secolo(1006)
- 1901 - Ludwig Bogner, alpinista tedesco († 1974)
- 1901 - Giovanni Geloso, ingegnere e imprenditore italiano († 1969)
- 1901 - Harry Harvey, attore statunitense († 1985)
- 1901 - Stanislav Kalesnik, fisico e geografo sovietico († 1977)
- 1901 - Giuseppe Pancera, ciclista su strada italiano († 1977)
- 1901 - Heinrich Christian Siekmeier, politico tedesco († 1982)
- 1901 - Pauline Starke, attrice statunitense († 1977)
- 1901 - Henning von Tresckow, generale tedesco († 1944)
- 1902 - Dobriša Cesarić, poeta croato († 1980)
- 1902 - Enrico Parri, politico e sindacalista italiano
- 1903 - Flaminio Bertoni, designer e scultore italiano († 1964)
- 1903 - Barbara Hepworth, scultrice inglese († 1975)
- 1903 - Max Janlet, schermidore belga († 1976)
- 1903 - Jens August Schade, scrittore danese († 1978)
- 1903 - Voldemar Väli, lottatore estone († 1997)
- 1903 - Violet Wilkey, attrice statunitense († 1976)
- 1904 - Zoltán Bitskey, nuotatore ungherese († 1988)
- 1904 - Ray Bolger, attore statunitense († 1987)
- 1904 - József Péter, calciatore ungherese († 1973)
- 1905 - Jaap Barendregt, calciatore olandese († 1952)
- 1905 - Adolfo Bordoni, ciclista su strada italiano († 1962)
- 1905 - Dario Graffi, fisico e matematico italiano († 1990)
- 1905 - Guido Martellotti, filologo italiano († 1979)
- 1905 - Ruth Moufang, matematica tedesca († 1977)
- 1905 - Hussein Moukhtar, sollevatore egiziano († 1966)
- 1905 - Billy Petrolle, pugile statunitense († 1983)
- 1906 - Grigore Moisil, matematico rumeno († 1973)
- 1907 - Mac Dodds, calciatore scozzese († 1982)
- 1907 - Shin'ichi Himori, attore giapponese († 1959)
- 1907 - Loretta McNeil, velocista statunitense († 1988)
- 1907 - Peggy Shannon, attrice statunitense († 1941)
- 1907 - Constance Lindsay Taylor, scrittrice e poetessa inglese († 2000)
- 1908 - Umberto Brizzi, sollevatore italiano († 1991)
- 1908 - Giulio Cogni, scrittore, critico musicale e compositore italiano († 1983)
- 1908 - Paul Henreid, attore austriaco († 1992)
- 1908 - Bernard Lee, attore britannico († 1981)
- 1908 - Renzo Maffioli, rugbista a 15 e allenatore di rugby a 15 italiano
- 1908 - Francis Ryan, calciatore statunitense († 1997)
- 1909 - Enzo Caselli, calciatore italiano († 1978)
- 1909 - Irenio Diotallevi, ingegnere, architetto e urbanista italiano († 1954)
- 1909 - Lorenza Maranini, linguista italiana († 1998)
- 1909 - Filomena Nitti, biochimica e farmacologa italiana († 1994)
- 1909 - Biagio Pecorino, politico italiano († 1983)
- 1910 - Claudia Dell, attrice statunitense († 1977)
- 1910 - Alioune Diop, letterato e politico senegalese († 1980)
- 1910 - Bill Fiedler, calciatore statunitense († 1985)
- 1910 - Amerigo Gentilini, tenore italiano († 1988)
- 1910 - Cheng Heng, politico cambogiano († 1996)
- 1910 - Jean Martinon, direttore d'orchestra e compositore francese († 1976)
- 1910 - Sante Monachesi, artista, pittore e scultore italiano († 1991)
- 1910 - Salvatore Sassi, militare e aviatore italiano († 1937)
- 1910 - Allal al-Fasi, scrittore, rivoluzionario e politico marocchino († 1974)
- 1911 - Romano Maffeis, maratoneta italiano
- 1911 - Reinholds Robots, calciatore lettone
- 1911 - Carlo Zanelli, politico e dirigente sportivo italiano († 2002)
- 1911 - Carlo Bernadotte, nobile svedese († 2003)
- 1912 - Jessie Lichauco, filantropa statunitense († 2021)
- 1912 - Auguste Garrebeek, ciclista su strada belga († 1973)
- 1912 - Della H. Raney, infermiera statunitense († 1987)
- 1912 - Maria Mandl, militare e criminale di guerra austriaca († 1948)
- 1912 - Heinrich Schmidt, calciatore tedesco († 1988)
- 1912 - Stevan Tommei, calciatore italiano († 1978)
- 1913 - Franco Bordoni Bisleri, militare, aviatore e pilota automobilistico italiano († 1975)
- 1913 - Gustáv Husák, politico cecoslovacco († 1991)
- 1913 - Bahi Ladgham, politico tunisino († 1998)
- 1913 - Giovanbattista Pellegrini, cestista italiano
- 1913 - Rajendra Prakash, principe indiano († 1964)
- 1913 - Mehmet Shehu, rivoluzionario, politico e militare albanese († 1981)
- 1914 - Lirio Barberi, militare e medico italiano († 1943)
- 1914 - Pierre Cogan, ciclista su strada francese († 2013)
- 1914 - Pietro Donà delle Rose, militare e aviatore italiano († 1941)
- 1914 - Polly Rowles, attrice statunitense († 2001)
- 1915 - Dean Dixon, direttore d'orchestra statunitense († 1976)
- 1915 - Joe Galibardy, hockeista su prato indiano († 2011)
- 1915 - Buddy Johnson, pianista e compositore statunitense († 1977)
- 1915 - Higinio Ortúzar, calciatore e allenatore di calcio cileno († 1982)
- 1916 - Rosette Batarda Fernandes, botanica portoghese († 2005)
- 1916 - Sune Bergström, biochimico svedese († 2004)
- 1916 - Richard Münch, attore tedesco († 1987)
- 1916 - Michele Perriello, militare italiano († 1941)
- 1916 - Ri Jong-ok, politico nordcoreano († 1999)
- 1916 - Mario Stua, calciatore e allenatore di calcio italiano († 1982)
- 1917 - Willy Dasso, cestista peruviano († 1990)
- 1917 - Hilde Krahl, attrice austriaca († 1999)
- 1917 - Vincenzo Margiotta, calciatore e allenatore di calcio italiano († 1996)
- 1917 - Jerry Wexler, giornalista e produttore discografico statunitense († 2008)
- 1918 - Les Bennett, calciatore inglese († 1999)
- 1918 - Giorgio Bertolaso, generale e aviatore italiano († 2009)
- 1918 - Arthur Chung, politico e giudice guyanese († 2008)
- 1918 - Mario Marino Guadalupi, politico italiano († 1989)
- 1918 - Harry Merkel, pilota automobilistico tedesco († 1995)
- 1918 - Ugo Pizzarelli, militare italiano († 2008)
- 1918 - Res Jost, fisico svizzero († 1990)
- 1919 - Janko Bobetko, generale croato († 2003)
- 1919 - Gaetano Conti, calciatore italiano († 2002)
- 1919 - David Galula, militare e scrittore francese († 1967)
- 1919 - Terukuni Manzō, lottatore di sumo giapponese († 1977)
- 1919 - Ugo Sansonetti, scrittore e atleta italiano († 2019)
- 1919 - Amzie Strickland, attrice statunitense († 2006)
- 1920 - Georges Aeschlimann, ciclista su strada svizzero († 2010)
- 1920 - Raisa Aronova, aviatrice russa († 1982)
- 1920 - Klaas Berga, poliziotto olandese († 1994)
- 1920 - Rut Brandt, scrittrice tedesca († 2006)
- 1920 - Richard N. Frye, linguista, filologo e iranista statunitense († 2014)
- 1920 - Rosella Hightower, danzatrice statunitense († 2008)
- 1920 - Georges Marchal, attore francese († 1997)
- 1920 - Ken Noritomo Otani, judoka, allenatore di judo e militare giapponese († 2017)
- 1921 - Turi Ferro, attore italiano († 2001)
- 1921 - Felice Musazzi, attore teatrale, commediografo e regista teatrale italiano († 1989)
- 1921 - Gualtiero Nativi, pittore italiano († 1999)
- 1921 - Gino Palumbo, giornalista italiano († 1987)
- 1921 - Rodger Ward, pilota automobilistico statunitense († 2004)
- 1922 - Aldo Ballarin, calciatore italiano († 1949)
- 1922 - Edo Benedetti, politico e dirigente d'azienda italiano († 2012)
- 1922 - Henri Coosemans, cestista belga
- 1922 - Michel Henry, filosofo francese († 2002)
- 1922 - Walter Kern, presbitero e teologo austriaco († 2007)
- 1922 - Billy Liddell, calciatore scozzese († 2001)
- 1922 - Piero Ricci, calciatore italiano († 2020)
- 1922 - Hannelore Schroth, attrice tedesca († 1987)
- 1922 - Juan Antonio Villacañas, poeta, saggista e critico letterario spagnolo († 2001)
- 1923 - Silvio Corbari, partigiano italiano († 1944)
- 1923 - Ingeborg Drewitz, scrittrice tedesca († 1986)
- 1923 - Paul Mercey, attore svizzero († 1988)
- 1923 - Loris Scricciolo, politico italiano († 2004)
- 1924 - Earl Bakken, ingegnere e imprenditore statunitense († 2018)
- 1924 - Eduardo Chillida, scultore spagnolo († 2002)
- 1924 - Giovanni Gagino, pittore italiano († 2014)
- 1924 - Eduard Admetlla i Lázaro, fotografo e inventore spagnolo († 2019)
- 1924 - Ludmilla Chiriaeff, ballerina e coreografa russa († 1996)
- 1924 - Pierre Plateau, arcivescovo cattolico francese († 2018)
- 1924 - Mario Quintero, cestista e allenatore di pallacanestro cubano († 2017)
- 1924 - Max Roach, batterista, percussionista e compositore statunitense († 2007)
- 1925 - Mario Grossi, ingegnere italiano († 1999)
- 1925 - Juris Reneslācis, cestista e allenatore di pallacanestro lettone († 2012)
- 1925 - Florian Siwicki, generale, politico e diplomatico polacco († 2013)
- 1926 - Mario Brizuela, cestista messicano († 2005)
- 1926 - Jack Kyle, rugbista a 15 e medico britannico († 2014)
- 1926 - Jesús Loroño, ciclista su strada spagnolo († 1998)
- 1926 - Nicola Matteucci, politologo italiano († 2006)
- 1927 - Giovanni Campari, allenatore di calcio e calciatore italiano († 2016)
- 1927 - Basu Chatterjee, regista e sceneggiatore indiano († 2020)
- 1927 - Lee Philips, attore e regista statunitense († 1999)
- 1927 - Luciano Pigozzi, attore italiano († 2008)
- 1927 - Johnnie Ray, cantante e pianista statunitense († 1990)
- 1927 - Otto Stich, politico svizzero († 2012)
- 1927 - Wilfrid Stinissen, presbitero, teologo e scrittore belga († 2013)
- 1927 - Megumu Tamura, calciatore giapponese († 1986)
- 1928 - Sonny Bupp, attore statunitense († 2007)
- 1928 - Pietro Garlato, vescovo cattolico italiano († 2013)
- 1928 - Imre Hódos, lottatore ungherese († 1989)
- 1928 - Filippo Monti, architetto italiano († 2015)
- 1928 - Luciano Morandini, poeta italiano († 2009)
- 1929 - James Neil Atkinson, bobbista statunitense († 2010)
- 1929 - Leda Colombini, politica, attivista e sindacalista italiana († 2011)
- 1929 - Ezio Gribaudo, artista, editore e grafico italiano († 2022)
- 1929 - Douglas Hickox, regista inglese († 1988)
- 1929 - Tony Soper, ornitologo, naturalista e conduttore televisivo britannico († 2024)
- 1930 - Giorgio Cusatelli, germanista, traduttore e curatore editoriale italiano († 2007)
- 1930 - Roy E. Disney, dirigente d'azienda statunitense († 2009)
- 1930 - Elda Fezzi, storica dell'arte e critica d'arte italiana († 1988)
- 1930 - Herm Hedderick, cestista e giocatore di baseball statunitense († 2014)
- 1930 - Angelo Lotti, politico italiano († 1987)
- 1930 - Jalal Mansouri, sollevatore iraniano († 2012)
- 1930 - Claudio Marabini, scrittore, giornalista e critico letterario italiano († 2010)
- 1930 - Francisco Urondo, scrittore argentino († 1976)
- 1931 - Peter Barnes, drammaturgo e sceneggiatore britannico († 2004)
- 1931 - Giovanni Bonsignore, funzionario italiano († 1990)
- 1931 - Feti Borova, cestista, allenatore di pallacanestro e dirigente sportivo albanese († 2005)
- 1931 - Ron Galella, fotografo statunitense († 2022)
- 1931 - Ruggero Guarini, scrittore e giornalista italiano († 2013)
- 1931 - Giuseppe Iadanza, scrittore e saggista italiano
- 1931 - Nik Abdul Aziz Nik Mat, politico malese († 2015)
- 1931 - Massimo Vignelli, grafico e designer italiano († 2014)
- 1931 - Ioannis Zizioulas, vescovo ortodosso e teologo greco († 2023)
- 1932 - Iskra Leonidovna Babič, regista sovietica († 2001)
- 1932 - Francesco Antonio De Cataldo, avvocato e politico italiano († 1990)
- 1932 - Lou Henson, allenatore di pallacanestro statunitense († 2020)
- 1932 - No Kum-sok, aviatore nordcoreano († 2022)
- 1932 - Louis Rwagasore, politico burundese († 1961)
- 1933 - Francesco Catanzariti, sindacalista e politico italiano († 2024)
- 1933 - Gaynor Flanagan, cestista australiana († 1999)
- 1933 - Anton Rodgers, attore e cantante britannico († 2007)
- 1933 - Julien Stopyra, calciatore francese († 2015)
- 1934 - Guy Barruol, storico e archeologo francese
- 1934 - Leonard Boswell, politico e militare statunitense († 2018)
- 1934 - Maurice Büla, fotografo e pilota motociclistico svizzero († 2005)
- 1934 - Leonid Kravčuk, politico ucraino († 2022)
- 1935 - Ronnie Hawkins, cantautore e musicista canadese († 2022)
- 1935 - Sherrill Milnes, baritono statunitense
- 1936 - Stephen Ambrose, storico statunitense († 2002)
- 1936 - Evgenij Džugašvili, militare russo († 2016)
- 1936 - Addoquaye Laryea, ex calciatore ghanese
- 1936 - Armando Marra, attore, regista e cantante italiano († 2011)
- 1936 - Carlo Simonigh, pistard italiano († 2014)
- 1936 - Robert Woodrow Wilson, astronomo e fisico statunitense
- 1936 - Gianni Zagatti, ex cestista italiano
- 1937 - James Ax, matematico statunitense († 2006)
- 1937 - Armando Balduino, critico letterario, filologo e politico italiano († 2020)
- 1937 - Gianni Celati, scrittore, traduttore e anglista italiano († 2022)
- 1937 - Secondo Donino, ex calciatore italiano
- 1937 - Esmeralda Mallada, astronoma e docente uruguaiana († 2023)
- 1938 - Lois Capps, politica statunitense
- 1938 - Donald Knuth, informatico statunitense
- 1938 - Josef Koudelka, fotografo ceco
- 1938 - Frank Mahovlich, ex hockeista su ghiaccio canadese
- 1938 - Willie McCovey, giocatore di baseball statunitense († 2018)
- 1938 - Samir Khalil Samir, filosofo, islamista e teologo egiziano
- 1938 - Jürgen Simon, pistard tedesco († 2003)
- 1938 - Leo Valeriano, cantautore, attore e doppiatore italiano
- 1938 - Carlo Vitrano, lottatore italiano († 2020)
- 1938 - Elza İbrahimova, compositrice sovietica († 2012)
- 1939 - David Horowitz, scrittore statunitense († 2025)
- 1939 - Mario Liverani, orientalista, archeologo e storico delle religioni italiano
- 1939 - Scott McKenzie, cantante statunitense († 2012)
- 1939 - Sal Mineo, attore, cantante e regista teatrale statunitense († 1976)
- 1939 - Edmundo Pérez Yoma, politico cileno
- 1939 - Bill Toomey, ex multiplista statunitense
- 1939 - Jorge Toro, calciatore cileno († 2024)
- 1940 - Harry Gant, pilota automobilistico statunitense
- 1940 - José Greci, attrice italiana († 2017)
- 1940 - John Grinder, linguista e filosofo statunitense
- 1940 - Jacques La Degaillerie, ex schermidore francese
- 1941 - Franco Castellazzi, politico italiano († 2001)
- 1941 - Gianni Farina, politico italiano
- 1941 - Joseph Fessio, presbitero, teologo e editore statunitense
- 1941 - Ilse Geisler, ex slittinista tedesca orientale
- 1941 - Dieter Gieseler, pistard tedesco († 2008)
- 1941 - Louis Landi, calciatore francese († 1977)
- 1941 - Freddie Mizzi, ex calciatore maltese
- 1941 - Gianfranco Plenizio, compositore, pianista e direttore d'orchestra italiano († 2017)
- 1941 - Howard Ross, attore e sceneggiatore italiano
- 1941 - Giacomo Santini, politico e telecronista sportivo italiano
- 1942 - Gianmarco Calleri, imprenditore, dirigente sportivo e calciatore italiano († 2023)
- 1942 - Beniamino Giribaldi, organaro italiano († 2021)
- 1942 - Jaime Graça, calciatore portoghese († 2012)
- 1942 - Walter Hill, regista e sceneggiatore statunitense
- 1942 - Glyna Masten, ex cestista statunitense
- 1943 - Jim Croce, cantautore statunitense († 1973)
- 1943 - Richard Hamilton, matematico statunitense († 2024)
- 1943 - Joseph Massino, mafioso statunitense († 2023)
- 1943 - Giancarlo Pirandola, arbitro di calcio italiano († 2018)
- 1944 - Rory Byrne, ingegnere sudafricano
- 1944 - George Carter, cestista statunitense († 2020)
- 1944 - John Cernuto, giocatore di poker statunitense († 2025)
- 1944 - Jin Zhiyang, allenatore di calcio e ex calciatore cinese
- 1944 - Jean-Claude Jitrois, stilista francese
- 1944 - Gerrit Kok, ex cestista olandese
- 1944 - Enrico Lucidi, direttore della fotografia italiano
- 1944 - Theres Obrecht, ex sciatrice alpina svizzera
- 1944 - William Sanderson, attore statunitense
- 1944 - Frank Sinatra Jr., cantante e attore statunitense († 2016)
- 1944 - Terrie Snell, attrice statunitense
- 1944 - Roberto Spizzichino, batterista, artigiano e artista italiano († 2011)
- 1945 - Mario Capanna, politico, scrittore e attivista italiano
- 1945 - Fabrizio Castagnetti, generale italiano († 2018)
- 1945 - Rick Chaffee, ex sciatore alpino statunitense
- 1945 - Colonel DeBeers, wrestler statunitense († 2025)
- 1945 - Gunther von Hagens, medico tedesco
- 1945 - Spider Sabich, sciatore alpino statunitense († 1976)
- 1945 - Landing Savané, politico senegalese
- 1945 - Rod Stewart, cantautore britannico
- 1945 - Nóra Thúróczy, cestista ungherese († 2017)
- 1946 - Aynsley Dunbar, batterista britannico
- 1946 - Carl Fuller, ex cestista statunitense
- 1946 - Robert Gadocha, ex calciatore polacco
- 1946 - Julie Garfield, attrice statunitense
- 1946 - Franco Ligas, giornalista e telecronista sportivo italiano
- 1946 - Earl McCullouch, ex giocatore di football americano, ostacolista e velocista statunitense
- 1946 - Antonio Pepe, politico italiano
- 1947 - Robert Carson Allen, storico britannico
- 1947 - Antonio Annarumma, poliziotto italiano († 1969)
- 1947 - Marina Caffiero, storica italiana
- 1947 - Domenico Cefalù, mafioso italiano
- 1947 - Gary Darrell, allenatore di calcio e ex calciatore bermudiano
- 1947 - George Alec Effinger, autore di fantascienza statunitense († 2002)
- 1947 - Tullio Lanese, arbitro di calcio italiano († 2025)
- 1947 - James Morris, basso-baritono statunitense
- 1947 - Humberto Ortega, rivoluzionario, generale e politico nicaraguense († 2024)
- 1947 - Afeni Shakur, politica e imprenditrice statunitense († 2016)
- 1947 - Peer Steinbrück, ex politico tedesco
- 1947 - Tiit Vähi, politico estone
- 1948 - Mike Bernard, ex calciatore inglese
- 1948 - Sandro Crivelli, ex calciatore e allenatore di calcio italiano
- 1948 - Donald Fagen, cantante, compositore e tastierista statunitense
- 1948 - Tracey Freeman, atleta paralimpica australiana († 2023)
- 1948 - Teresa Graves, attrice statunitense († 2002)
- 1948 - Mischa Maisky, violoncellista lettone
- 1948 - Moisés Matias de Andrade, allenatore di calcio e calciatore brasiliano († 2008)
- 1948 - Nikola Plećaš, ex cestista e allenatore di pallacanestro jugoslavo
- 1948 - Craig Russell, attore e cantante canadese († 1990)
- 1948 - Bill Sarpalius, politico statunitense
- 1948 - Bernard Thévenet, ex ciclista su strada, pistard e ciclocrossista francese
- 1948 - Viv Thomas, regista britannico
- 1948 - Annette Wieviorka, storica francese
- 1949 - Carlos Alhinho, allenatore di calcio e calciatore portoghese († 2008)
- 1949 - Walter Browne, scacchista australiano († 2015)
- 1949 - Sergio Cosmai, giurista italiano († 1985)
- 1949 - Giuseppe Diomelli, imprenditore italiano
- 1949 - George Foreman, pugile statunitense († 2025)
- 1949 - Flavio Giurato, cantautore italiano
- 1949 - Jouko Grip, fondista, biatleta e atleta paralimpico finlandese
- 1949 - Branko Kubala, calciatore cecoslovacco († 2018)
- 1949 - James Lapine, regista, sceneggiatore e librettista statunitense
- 1949 - Linda Lovelace, attrice pornografica statunitense († 2002)
- 1949 - Nicola Maffei, politico italiano
- 1949 - Antonio Nocera, artista, scultore e pittore italiano
- 1949 - Ljubodrag Simonović, ex cestista, filosofo e scrittore jugoslavo
- 1949 - Ahmad Suradji, serial killer indonesiano († 2008)
- 1950 - Roy Blunt, politico statunitense
- 1950 - Federico Bonetti Amendola, compositore italiano
- 1950 - Derek Briggs, geologo e paleontologo irlandese
- 1950 - Nelson Brizuela, allenatore di calcio e ex calciatore paraguaiano
- 1950 - Nicanor Perlas, politico, attivista e ambientalista filippino († 2025)
- 1950 - Winfried Schäfer, allenatore di calcio e ex calciatore tedesco
- 1950 - Carlo Siliotto, violinista, arrangiatore e compositore italiano
- 1950 - Stefan Sollander, ex sciatore alpino svedese
- 1950 - Reidar Vågnes, allenatore di calcio e ex calciatore norvegese
- 1950 - Raúl Zurita, poeta cileno
- 1951 - Massimo Altomare, cantautore italiano
- 1951 - Rockwell Blake, tenore statunitense
- 1951 - Gérard Cenzato, ex calciatore francese
- 1951 - Ange Di Caro, allenatore di calcio e ex calciatore francese
- 1951 - Alejandro Escovedo, cantautore statunitense
- 1951 - Aleksandr Ivanov, ex lottatore sovietico
- 1951 - Claudio Martini, politico italiano
- 1951 - Leopoldo Pardini, ex calciatore italiano
- 1951 - Nicolas Philibert, regista francese
- 1951 - Pez Whatley, wrestler statunitense († 2005)
- 1951 - Rafael Zuviría, ex calciatore argentino
- 1952 - Lô Borges, cantante, musicista e compositore brasiliano
- 1952 - Oleh Romanyšyn, scacchista ucraino
- 1952 - Ferdinando Rossi, allenatore di calcio e ex calciatore italiano
- 1952 - George Turpin, ex pugile britannico
- 1952 - Carmel Zollo, politica australiana
- 1953 - Lee Atack, ex calciatore inglese
- 1953 - Pino Belleri, giornalista italiano
- 1953 - Pat Benatar, cantautrice statunitense
- 1953 - Salvatore Biondino, mafioso italiano
- 1953 - Dennis Cooper, scrittore e poeta statunitense
- 1953 - Giulio Ercolessi, politico e scrittore italiano
- 1953 - Aurelio Iacolenna, organista italiano († 2022)
- 1953 - Guido Kratschmer, ex multiplista tedesco
- 1953 - Bobby Rahal, ex pilota automobilistico statunitense
- 1953 - Antonio Rotondo, politico italiano
- 1953 - Sneschana Russewa-Hoyer, medaglista bulgara
- 1953 - Mike Stern, chitarrista statunitense
- 1954 - John Gidman, ex calciatore inglese
- 1954 - Kossi Komla-Ebri, scrittore togolese
- 1954 - Mark Joseph Seitz, vescovo cattolico statunitense
- 1954 - Morris Towns, ex giocatore di football americano statunitense
- 1954 - Bairbre de Brún, politica irlandese
- 1955 - Eva Aariak, politica e docente canadese
- 1955 - Piero Braglia, allenatore di calcio e ex calciatore italiano
- 1955 - Paola Calvetti, scrittrice e giornalista italiana
- 1955 - Nancy Dunkle, ex cestista statunitense
- 1955 - Joan Filbá, cestista spagnolo († 1981)
- 1955 - Xoren Hovhannisyan, allenatore di calcio e ex calciatore sovietico
- 1955 - Yasmina Khadra, scrittore algerino
- 1955 - Eugenio Marinelli, doppiatore e direttore del doppiaggio italiano
- 1955 - Michael Schenker, chitarrista tedesco
- 1955 - Franco Tancredi, allenatore di calcio e ex calciatore italiano
- 1955 - Danila Trebbi, attrice italiana
- 1956 - Shawn Colvin, cantautrice e chitarrista statunitense
- 1956 - Egidio Digilio, politico italiano
- 1956 - Gianni Guido, criminale italiano
- 1956 - Don Letts, regista e disc jockey britannico
- 1956 - Bernd Motte, allenatore di pallacanestro tedesco
- 1956 - Antonio Muñoz Molina, scrittore e saggista spagnolo
- 1956 - Siegfried Müller Jr., ex pilota automobilistico tedesco
- 1956 - Ernesto Peroncini, ex calciatore e allenatore di calcio italiano
- 1956 - Tatsuo Yamada, attore giapponese († 2009)
- 1957 - Angelo Bellocchio, giocatore di biliardo italiano
- 1957 - Luigi Bobbio, politico italiano
- 1957 - Antonio Bogoni, ex calciatore italiano
- 1957 - Umberto Chincarini, politico italiano
- 1957 - Andrew Fields, ex cestista e allenatore di pallacanestro statunitense
- 1957 - Dominique Lebrun, arcivescovo cattolico francese
- 1957 - Valerio Magrelli, poeta, scrittore e francesista italiano
- 1957 - Paula Smith, ex tennista statunitense
- 1957 - Greg Walden, politico statunitense
- 1958 - Pantaleon Alvarez, politico filippino
- 1958 - Eddie Cheever, ex pilota automobilistico statunitense
- 1958 - Garry Cook, ex velocista britannico
- 1958 - Ana Iliuță, ex canottiera rumena
- 1958 - Danna Nolan Fewell, biblista, ebraista e teologa statunitense
- 1958 - Anatolij Pisarenko, ex sollevatore sovietico
- 1958 - Aya Pouye, ex cestista senegalese
- 1958 - Samira Said, cantautrice marocchina
- 1958 - Fernando Santís, ex calciatore cileno
- 1958 - You In-tak, ex lottatore sudcoreano
- 1959 - Adílson Luís Anastácio, ex calciatore brasiliano
- 1959 - Daniele Caroli, ex ciclista su strada e ciclocrossista italiano
- 1959 - Chandra Cheeseborough, ex velocista statunitense
- 1959 - Jean-Marc Ferratge, ex calciatore francese
- 1959 - Curt Kirkwood, cantante statunitense
- 1959 - Marcello Masi, giornalista e autore televisivo italiano
- 1959 - Mark Morrisroe, fotografo e performance artist statunitense († 1989)
- 1959 - Henryk Petrich, ex pugile polacco
- 1959 - Umberto Prato, ex bobbista italiano
- 1959 - Maurizio Sarri, allenatore di calcio italiano
- 1959 - Chris Van Hollen, politico e avvocato statunitense
- 1959 - Fran Walsh, sceneggiatrice, produttrice cinematografica e paroliera neozelandese
- 1960 - Rosalba Caramoni, doppiatrice italiana
- 1960 - Gurinder Chadha, regista britannica
- 1960 - Brian Cowen, ex politico irlandese
- 1960 - Georgi Gluškov, ex cestista e dirigente sportivo bulgaro
- 1960 - Jurrie Koolhof, calciatore e allenatore di calcio olandese († 2019)
- 1960 - Marcellin Yao Kouadio, vescovo cattolico ivoriano
- 1960 - Claudia Losch, ex pesista tedesca
- 1960 - Ioana Pârvulescu, scrittrice e traduttrice rumena
- 1960 - Jay Russell, regista statunitense
- 1960 - Bill Shuster, politico statunitense
- 1961 - William Ayache, allenatore di calcio e ex calciatore francese
- 1961 - Filippo Basile, funzionario italiano († 1999)
- 1961 - Massimo Caleo, politico italiano
- 1961 - Domenico Fantin, ex cestista italiano
- 1961 - Evan Handler, attore statunitense
- 1961 - Janet Jones, attrice statunitense
- 1961 - Steve Moran, ex calciatore inglese
- 1961 - Nadja Salerno-Sonnenberg, violinista e insegnante statunitense
- 1961 - Einārs Veikša, ex slittinista sovietico
- 1962 - Andrea Cambi, comico e attore italiano († 2009)
- 1962 - Andrea Cecotti, calciatore italiano († 1987)
- 1962 - Choi Soon-ho, allenatore di calcio e ex calciatore sudcoreano
- 1962 - Carlo Costantini, politico italiano
- 1962 - C. Martin Croker, animatore e doppiatore statunitense († 2016)
- 1962 - Trond Fylling, allenatore di calcio e ex calciatore norvegese
- 1962 - Georgeta Gabor, ex ginnasta rumena
- 1962 - Anna Jelonek, ex cestista polacca
- 1962 - Michele Mitchell, ex tuffatrice statunitense
- 1962 - Julie Moran, conduttrice televisiva e attrice statunitense
- 1962 - Noh Soo-jin, ex calciatore sudcoreano
- 1962 - Florencio Roselló Avellanas, arcivescovo cattolico spagnolo
- 1962 - Hichem Yacoubi, attore e regista tunisino
- 1963 - Jaroslav Antonov, allenatore di pallavolo e ex pallavolista sovietico
- 1963 - Georgi Georgiev, ex calciatore bulgaro
- 1963 - Loreta Graužinienė, politica lituana
- 1963 - Kira Ivanova, pattinatrice artistica su ghiaccio sovietica († 2001)
- 1963 - Kyle Krause, imprenditore statunitense
- 1963 - Tarō Kōno, politico giapponese
- 1963 - Milan Milanović, allenatore di calcio e ex calciatore serbo
- 1963 - Susanne Möbuß, filosofa tedesca
- 1963 - Francesco Panetta, ex siepista e mezzofondista italiano
- 1963 - Marc du Pontavice, animatore, produttore cinematografico e imprenditore francese
- 1963 - Mark Pryor, politico statunitense
- 1963 - Metin Şahin, taekwondoka turco
- 1964 - Joseph Aoun, generale e politico libanese
- 1964 - Stefano Barba, ex rugbista a 15 e allenatore di rugby a 15 italiano
- 1964 - John Bosa, ex giocatore di football americano statunitense
- 1964 - Daniele Finzi Pasca, regista svizzero
- 1964 - Tony Gardner, attore inglese
- 1964 - Karen Josephson, sincronetta statunitense
- 1964 - Sarah Josephson, sincronetta statunitense
- 1964 - Bruno Maida, storico italiano
- 1964 - Stephen Ameyu Martin Mulla, cardinale e arcivescovo cattolico sudsudanese
- 1964 - Brad Roberts, cantante e chitarrista canadese
- 1964 - Pietro Suber, giornalista e regista italiano
- 1964 - Krista Tesreau, attrice televisiva statunitense
- 1965 - Guillermo Angaut, ex rugbista a 15 e medico argentino
- 1965 - Roberto Bordin, allenatore di calcio e ex calciatore italiano
- 1965 - Mario Bortolazzi, allenatore di calcio e ex calciatore italiano
- 1965 - Choi Dae-shik, calciatore sudcoreano († 2024)
- 1965 - Francesco Maria Colombo, scrittore, direttore d'orchestra e fotografo italiano
- 1965 - Butch Hartman, disegnatore, regista e produttore televisivo statunitense
- 1965 - Hiroshi Hirakawa, ex calciatore giapponese
- 1965 - Wouthera Hoolboom, ex cestista olandese
- 1965 - Svetlana Kuznecova, ex cestista e allenatrice di pallacanestro russa
- 1965 - Guillermo Maldonado, pastore protestante, scrittore e personaggio televisivo honduregno
- 1965 - Ian McConnachie, pilota motociclistico britannico
- 1965 - Nathan Moore, cantante inglese
- 1965 - Diego Perren, giocatore di curling svizzero
- 1965 - Marty Roebuck, ex rugbista a 15 australiano
- 1965 - Zetti, allenatore di calcio e ex calciatore brasiliano
- 1966 - Taavi Aas, politico estone
- 1966 - Ahmed Adam, ex maratoneta sudanese
- 1966 - Maria Angélica Gonçalves da Silva, ex cestista brasiliana
- 1966 - Lucien Castaing-Taylor, antropologo britannico
- 1966 - Harouna Gabde, allenatore di calcio nigerino
- 1966 - Kennedy McKinney, ex pugile statunitense
- 1966 - Davide Pellegrini, allenatore di calcio e ex calciatore italiano
- 1966 - Jeremy Sims, attore e regista australiano
- 1967 - Trini Alvarado, attrice e cantante statunitense
- 1967 - Angelika Amon, biologa austriaca († 2020)
- 1967 - Juan Coronel, ex giocatore di calcio a 5 paraguaiano
- 1967 - Alessio Doglione, montatore italiano
- 1967 - Jan Åge Fjørtoft, ex calciatore e dirigente sportivo norvegese
- 1967 - Magnus Krepper, attore svedese
- 1967 - Alessandro Lazzarini, allenatore di calcio e ex calciatore italiano
- 1967 - Monika Maierhofer, ex sciatrice alpina austriaca
- 1967 - Travis McNeal, ex giocatore di football americano statunitense
- 1968 - Luca Amorosino, attore italiano
- 1968 - Chen Shu-jen, ex cestista taiwanese
- 1968 - Gino Latino, disc jockey italiano
- 1968 - Dominic Iorfa, ex calciatore nigeriano
- 1968 - Keziah Jones, cantautore nigeriano
- 1968 - Lyle ed Erik Menéndez, serial killer statunitense
- 1968 - Attila Repka, ex lottatore ungherese
- 1968 - Luca Sacchi, ex nuotatore e commentatore televisivo italiano
- 1969 - Bianchi e Pulci, comico italiano
- 1969 - Brotha Lynch Hung, rapper e produttore discografico statunitense
- 1969 - Guylaine Cloutier, ex nuotatrice canadese
- 1969 - Paolo Conticini, attore e conduttore televisivo italiano
- 1969 - Claire Kaufman, scenografa statunitense
- 1969 - Robert Maaskant, allenatore di calcio, dirigente sportivo e ex calciatore olandese
- 1969 - Richard Matienzo, ex cestista cubano
- 1969 - Andreas Reinke, ex calciatore tedesco
- 1969 - Koushun Takami, scrittore giapponese
- 1970 - Buff Bagwell, ex wrestler statunitense
- 1970 - Marek Bajor, ex calciatore polacco
- 1970 - Geovanis Cassiani, ex calciatore colombiano
- 1970 - Deon Figures, ex giocatore di football americano statunitense
- 1970 - Massimo Guglielmi, ex canottiere italiano
- 1970 - Damir Jurković, ex calciatore croato
- 1970 - Manfred Kurzer, tiratore a segno tedesco
- 1970 - Alisa Marić, scacchista e politica serba
- 1970 - David Martínez de Aguirre Guinea, vescovo cattolico e missionario spagnolo
- 1970 - Kevin James Sweeney, vescovo cattolico statunitense
- 1971 - Ana Bárbara, cantante messicana
- 1971 - Matteo Anchisi, ex cestista italiano
- 1971 - Roberto de Assis Moreira, procuratore sportivo e ex calciatore brasiliano
- 1971 - Rachid Azzouzi, ex calciatore marocchino
- 1971 - Kris Bruton, ex cestista statunitense
- 1971 - Francisco Filho, kickboxer e karateka brasiliano
- 1971 - Manfred Geissler, pilota motociclistico tedesco
- 1971 - Rudi Istenič, ex calciatore sloveno
- 1971 - Theuns Jordaan, cantautore e chitarrista sudafricano († 2021)
- 1971 - Mehdi Nebbou, attore francese
- 1971 - Federico Sboarina, politico italiano
- 1971 - Tang Lingsheng, ex sollevatore cinese
- 1971 - Francis Wewengkang, ex calciatore indonesiano
- 1972 - Thomas Alsgaard, fondista norvegese
- 1972 - Andrea Berta, dirigente sportivo italiano
- 1972 - Brian Christopher, wrestler statunitense († 2018)
- 1972 - Radovan Ćurčić, allenatore di calcio e ex calciatore serbo
- 1972 - Shuntaro Furukawa, dirigente d'azienda giapponese
- 1972 - Guðfríður Lilja Grétarsdóttir, politica e scacchista islandese
- 1972 - Thomas Lewis, ex giocatore di football americano statunitense
- 1972 - Maciej Skorża, allenatore di calcio e ex calciatore polacco
- 1972 - Tatsuya Yamaguchi, cantante, attore e doppiatore giapponese
- 1973 - Ïgor' Avdeyev, ex calciatore kazako
- 1973 - Jakob Cedergren, attore svedese
- 1973 - Ryan Drummond, attore, comico e cantante statunitense
- 1973 - Éléonore Faucher, regista e sceneggiatrice francese († 2023)
- 1973 - Alessandro Genovesi, regista, commediografo e sceneggiatore italiano
- 1973 - Glenn Robinson, ex cestista statunitense
- 1973 - Guillermo Rodríguez, ex giocatore di calcio a 5 e giocatore di beach soccer uruguaiano
- 1973 - Tanya Streeter, apneista inglese
- 1973 - Sašo Sviben, ex ciclista su strada sloveno
- 1973 - Félix Trinidad, ex pugile portoricano
- 1974 - Pasquale Bonavota, mafioso italiano
- 1974 - Johan Botha, ex mezzofondista sudafricano
- 1974 - Jemaine Clement, comico, attore e sceneggiatore neozelandese
- 1974 - Kat Coiro, regista, attrice e sceneggiatrice statunitense
- 1974 - Luciano Crapa, ex calciatore belga
- 1974 - Davide Dionigi, allenatore di calcio e ex calciatore italiano
- 1974 - John Fassel, allenatore di football americano statunitense
- 1974 - Khadija Jaballah, atleta paralimpica tunisina
- 1974 - Andrej Korneev, nuotatore russo († 2014)
- 1974 - Kelly Marcel, sceneggiatrice, attrice e regista britannica
- 1974 - Steve Marlet, allenatore di calcio e ex calciatore francese
- 1974 - Sebastián Pacheco, allenatore di calcio a 5 e ex giocatore di calcio a 5 argentino
- 1974 - Bob Peeters, allenatore di calcio e ex calciatore belga
- 1974 - Vincenzo Riccio, allenatore di calcio e ex calciatore italiano
- 1974 - Hrithik Roshan, attore indiano
- 1974 - Sabrina Setlur, rapper, personaggio televisivo e attrice tedesca
- 1974 - Gur Shelef, ex cestista israeliano
- 1974 - Beata Sokołowska-Kulesza, canoista polacca
- 1974 - R.A. the Rugged Man, rapper statunitense
- 1974 - Patrick Timpone, ex hockeista su ghiaccio italiano
- 1974 - Stefano Trinchera, dirigente sportivo italiano
- 1974 - Mansueto Velasco, ex pugile filippino
- 1974 - Japhet Zwane, ex calciatore sudafricano
- 1975 - Nevil Dede, allenatore di calcio e ex calciatore albanese
- 1975 - Jake Delhomme, ex giocatore di football americano statunitense
- 1975 - Marina Hands, attrice francese
- 1975 - Mark Menghi, produttore discografico, compositore e bassista statunitense
- 1975 - Miguel Ruiz, ex rugbista a 15 argentino
- 1975 - Hai Ngoc Tran, ex calciatore vietnamita
- 1975 - Antōnīs Vlontakīs, pallanuotista greco
- 1975 - David Wong, scrittore statunitense
- 1976 - Remy Bonjasky, kickboxer surinamese
- 1976 - Jakob Börjesson, ex biatleta svedese
- 1976 - Sandra Dijon, ex cestista francese
- 1976 - Dana Fuchs, cantautrice e attrice statunitense
- 1976 - Reggie Greene, ex giocatore di football americano e scrittore statunitense
- 1976 - Frans Haraldsen, cantante svedese
- 1976 - Liu Guoliang, tennistavolista cinese
- 1976 - Marlon Pérez, ciclista su strada e pistard colombiano († 2024)
- 1976 - Ian Poulter, golfista inglese
- 1976 - Bernd Volcic, ex cestista austriaco
- 1977 - Rhian Benson, cantautrice ghanese
- 1977 - A.J. Bramlett, ex cestista statunitense
- 1977 - Greg Centauro, attore pornografico e regista francese († 2011)
- 1977 - Jesús Cilla, ex cestista spagnolo
- 1977 - Michelle O'Neill, politica irlandese
- 1977 - Mike Fokoroni, maratoneta zimbabwese
- 1977 - Konstantïn Gorovenko, ex calciatore kazako
- 1977 - Clark Haggans, giocatore di football americano statunitense († 2023)
- 1977 - Jorge Rojas, ex calciatore venezuelano
- 1977 - Bruno Sanches, attore francese
- 1977 - Joris Van Hout, ex calciatore belga
- 1978 - Andrea Battilotti, pallavolista italiano
- 1978 - Ingrid Bisa, politica italiana
- 1978 - Daniele Bracciali, ex tennista italiano
- 1978 - Gastón Casas, ex calciatore argentino
- 1978 - Antonio Cupo, attore canadese
- 1978 - Daniele Faggiano, dirigente sportivo italiano
- 1978 - Thomas Finstad, ex calciatore norvegese
- 1978 - Kekko Fornarelli, pianista e compositore italiano
- 1978 - Jean-Philippe Javary, ex calciatore francese
- 1978 - Matthew Le Nevez, attore australiano
- 1978 - Gavin McCann, ex calciatore inglese
- 1978 - Taya Parker, modella statunitense
- 1978 - Michael Pienaar, ex calciatore namibiano
- 1978 - Facundo Hernán Quiroga, ex calciatore argentino
- 1978 - Hajdana Radunović, ex cestista montenegrina
- 1978 - Luca Rizzo Nervo, politico italiano
- 1978 - Brent Smith, cantante statunitense
- 1978 - Tamina Snuka, wrestler statunitense
- 1978 - Hossein Tavakoli, ex sollevatore iraniano
- 1978 - Tanel Tein, ex cestista estone
- 1979 - Hans Henrik Andreasen, ex calciatore e allenatore di calcio danese
- 1979 - Sho Baraka, rapper canadese
- 1979 - Louise Carver, cantante, cantautrice e pianista sudafricana
- 1979 - Simone Cavalli, allenatore di calcio e ex calciatore italiano
- 1979 - Carmine Coppola, ex calciatore italiano
- 1979 - Manuel De Toni, ex hockeista su ghiaccio italiano
- 1979 - Luís Eduardo Schmidt, ex calciatore brasiliano
- 1979 - İsmail Güldüren, allenatore di calcio e ex calciatore turco
- 1979 - Ma'ake Kemoeatu, giocatore di football americano tongano
- 1979 - Benjamin Kiptoo, ex maratoneta keniota
- 1979 - Anna Lesko, cantante moldava
- 1979 - José de Jesús Mendoza Magaña, ex calciatore messicano
- 1979 - Renel Monpremier, ex calciatore haitiano
- 1979 - Michel Morandais, ex cestista francese
- 1979 - Alessandro Mori Nunes, dirigente sportivo e ex calciatore brasiliano
- 1979 - Francesca Piccinini, dirigente sportiva e ex pallavolista italiana
- 1979 - Henrik Tallinder, ex hockeista su ghiaccio svedese
- 1979 - Aleksej Turkin, pentatleta russo
- 1980 - Brandon Cronenberg, regista e sceneggiatore canadese
- 1980 - Nelson Cuevas, ex calciatore paraguaiano
- 1980 - Fábio Alves Félix, ex calciatore brasiliano
- 1980 - Fernanda Ferreira, ex pallavolista brasiliana
- 1980 - Petri Lindroos, cantante e chitarrista finlandese
- 1980 - Bernat Martínez, pilota motociclistico spagnolo († 2015)
- 1980 - Javier Morales, allenatore di calcio e ex calciatore argentino
- 1980 - Nicola Negro, allenatore di pallavolo italiano
- 1980 - Margaret Odette, attrice statunitense
- 1980 - John Owens, giocatore di football americano statunitense
- 1980 - Fabio Ruini, ex cestista italiano
- 1980 - Sarah Shahi, attrice e modella statunitense
- 1980 - Rastislav Staňa, ex hockeista su ghiaccio slovacco
- 1980 - Anneleen Van Bossuyt, politica belga
- 1980 - Marijan Vuka, ex calciatore croato
- 1980 - Chimi Yangzom Wangchuck, principessa bhutanese
- 1981 - David Aganzo, ex calciatore spagnolo
- 1981 - Marcus Bakke, calciatore norvegese
- 1981 - Matt Brown, artista marziale misto statunitense
- 1981 - Tamta, cantante georgiana
- 1981 - Brian Joo, cantante sudcoreano
- 1981 - Dieudonné Kalulika, ex calciatore della Repubblica Democratica del Congo
- 1981 - Jared Kushner, imprenditore, funzionario e politico statunitense
- 1981 - Marcelo Fabián Méndez, allenatore di calcio e ex calciatore uruguaiano
- 1981 - Joey Paccagnella, nuotatrice artistica italiana
- 1981 - Chris Poźniak, ex calciatore polacco
- 1981 - Ismael de Jesús Rodríguez Vega, ex calciatore messicano
- 1981 - Hayden Roulston, ex ciclista su strada e pistard neozelandese
- 1981 - Khano Smith, ex calciatore e allenatore di calcio bermudiano
- 1981 - Johnson Sunday, ex calciatore nigeriano
- 1981 - Abdoul Karim Sylla, ex calciatore guineano
- 1981 - Kostjantyn Vasjukov, ex velocista ucraino
- 1982 - Julien Brellier, ex calciatore francese
- 1982 - Tomasz Brzyski, allenatore di calcio e ex calciatore polacco
- 1982 - Reid Carolin, produttore cinematografico e sceneggiatore statunitense
- 1982 - Áurea Cruz, pallavolista portoricana
- 1982 - Josh Ryan Evans, attore statunitense († 2002)
- 1982 - Misato Fukuen, doppiatrice giapponese
- 1982 - Alexandre Ghiotti, giocatore di calcio a 5 brasiliano
- 1982 - Kema Jack, ex calciatore papuano
- 1982 - Valerie June, cantautrice e polistrumentista statunitense
- 1982 - Cynthia Lander, modella venezuelana
- 1982 - Josip Milardović, ex calciatore croato
- 1982 - Benoît Millot, arbitro di calcio francese
- 1982 - Michaël Ngoy, ex hockeista su ghiaccio svizzero
- 1982 - Max Starks, ex giocatore di football americano statunitense
- 1982 - Ali Turki, ex cestista qatariota
- 1983 - Ahmad Al-Afasi, tiratore a volo kuwaitiano
- 1983 - Lucia Aniello, regista, sceneggiatrice e produttrice televisiva italiana
- 1983 - Dario Bodrušić, ex calciatore croato
- 1983 - AP Dhillon, rapper e cantante indiano
- 1983 - David Elm, ex calciatore svedese
- 1983 - Yamon Figurs, giocatore di football americano statunitense
- 1983 - Hu Jia, tuffatore cinese
- 1983 - Grzegorz Lech, ex calciatore polacco
- 1983 - Li Nina, ex sciatrice freestyle cinese
- 1983 - Caterina Misasi, attrice italiana
- 1983 - Lazar Popović, ex calciatore serbo
- 1983 - Tervel Pulev, pugile bulgaro
- 1983 - Tanja Romano, pattinatrice artistica a rotelle italiana
- 1983 - Jonathan Scott, giocatore di football americano statunitense
- 1983 - Yared Shegumo, maratoneta etiope
- 1983 - Sun Chieh-ping, ex cestista taiwanese
- 1983 - Balázs Szirányi, ex pallanuotista ungherese
- 1983 - Cody Toppert, ex cestista e allenatore di pallacanestro statunitense
- 1984 - Jamel Aït Ben Idir, ex calciatore marocchino
- 1984 - Bianco, cantautore e produttore discografico italiano
- 1984 - Solomon Bushendich, ex mezzofondista e maratoneta keniota
- 1984 - Daniele Cavaliero, ex cestista italiano
- 1984 - Marouane Chamakh, ex calciatore marocchino
- 1984 - Sigamary Diarra, ex calciatore maliano
- 1984 - Margherita Ferri, regista e sceneggiatrice italiana
- 1984 - Ariane Friedrich, altista tedesca
- 1984 - Kalki Koechlin, attrice indiana
- 1984 - Tadas Labukas, calciatore lituano
- 1984 - Sébastien Le Toux, ex calciatore francese
- 1984 - Katherine Livingston, pentatleta britannica
- 1984 - Alan McCormack, allenatore di calcio e ex calciatore irlandese
- 1984 - Nando Rafael, ex calciatore angolano
- 1984 - Pierre Ragues, pilota di rally e pilota automobilistico francese
- 1984 - Paulo Rosales, ex calciatore argentino
- 1984 - Annabel Scholey, attrice britannica
- 1984 - Ryōta Takasugi, ex calciatore giapponese
- 1984 - Greta Vitelli, karateka italiana
- 1984 - John Welsh, ex calciatore inglese
- 1984 - Zak Whitbread, ex calciatore statunitense
- 1984 - David Zibung, ex calciatore svizzero
- 1985 - Bader Al-Mutawa, calciatore kuwaitiano
- 1985 - Dennis Alas, ex calciatore salvadoregno
- 1985 - Vukašin Aleksić, ex cestista serbo
- 1985 - Pedro Araújo, ex calciatore portoghese
- 1985 - Ïgor' Azovskïý, allenatore di calcio e ex calciatore kazako
- 1985 - Chuang Chia-jung, ex tennista taiwanese
- 1985 - Daniel Colindres, calciatore e ex giocatore di calcio a 5 costaricano
- 1985 - Abdelkader Dakka, calciatore siriano
- 1985 - Giovanni Fattori, cestista italiano
- 1985 - Irene Jerotich, ex maratoneta keniota
- 1985 - Irene Mogaka, ex maratoneta keniota
- 1985 - Jaroslav Kolbas, calciatore slovacco
- 1985 - Mark Korir, maratoneta keniota
- 1985 - Gabrielle Leithaug, cantante norvegese
- 1985 - Craig Lewis, ex ciclista su strada statunitense
- 1985 - Mehrzad Madanchi, ex calciatore iraniano
- 1985 - Alex Meraz, attore, artista marziale e ballerino statunitense
- 1985 - Milad Meydavoudi, allenatore di calcio e ex calciatore iraniano
- 1985 - Robert Nilsson, ex hockeista su ghiaccio svedese
- 1985 - Martiño Rivas, attore spagnolo
- 1985 - Claudio Capéo, cantante e fisarmonicista francese
- 1985 - Anette Sagen, ex saltatrice con gli sci norvegese
- 1985 - Steven Scott, ex tiratore a volo britannico
- 1985 - Lukáš Zich, calciatore ceco
- 1985 - Chaker Zouaghi, allenatore di calcio e ex calciatore tunisino
- 1986 - Des Abbott, hockeista su prato australiano
- 1986 - Abdul Bangura, ex calciatore sierraleonese
- 1986 - Chen Jin, giocatore di badminton cinese
- 1986 - Abbey Clancy, modella e conduttrice televisiva inglese
- 1986 - Nino Paraíba, calciatore brasiliano
- 1986 - Kirsten Flipkens, ex tennista belga
- 1986 - Naomi Halman, ex cestista olandese
- 1986 - Suzanne Harmes, ex ginnasta olandese
- 1986 - He Hanbin, giocatore di badminton cinese
- 1986 - Abdulai Jalloh, ex cestista statunitense
- 1986 - Giacomo Matiz, ex sciatore freestyle italiano
- 1986 - Elisabetta Mijno, arciera italiana
- 1986 - Paulinho, ex calciatore brasiliano
- 1986 - Alberto Saccardo, ex rugbista a 15 italiano
- 1986 - Bernhard Schachner, ex calciatore austriaco
- 1986 - Ivan Starkov, ex calciatore russo
- 1986 - Saleisha Stowers, modella e attrice statunitense
- 1986 - Kenneth Vermeer, calciatore olandese
- 1986 - Björn van den Ende, canottiere olandese
- 1987 - Mohammad Al-Sahlawi, calciatore saudita
- 1987 - Felipe Azevedo, calciatore brasiliano
- 1987 - Misagh Bahadoran, ex calciatore filippino
- 1987 - Caíque Silva Rocha, ex calciatore brasiliano
- 1987 - César Cielo Filho, nuotatore brasiliano
- 1987 - Perrish Cox, giocatore di football americano statunitense
- 1987 - Vicente Guaita, calciatore spagnolo
- 1987 - Laëtitia Kamba, ex cestista francese
- 1987 - Angela Masi, politica italiana
- 1988 - Anderson Bamba, ex calciatore brasiliano
- 1988 - Raffaella Brutto, ex snowboarder italiana
- 1988 - Rhett Ellison, ex giocatore di football americano statunitense
- 1988 - Logan Emory, ex calciatore statunitense
- 1988 - Felipe Garcia dos Prazeres, calciatore brasiliano
- 1988 - Sehryne Hennaoui, pallavolista algerina
- 1988 - Isabelle Härle, ex nuotatrice tedesca
- 1988 - Wycliff Kambonde, calciatore namibiano
- 1988 - Jacek Kiełb, ex calciatore polacco
- 1988 - Leonard Komon, mezzofondista e maratoneta keniota
- 1988 - Marvin Martin, ex calciatore francese
- 1988 - Peter Meijer, politico, imprenditore e ex militare statunitense
- 1988 - Daniel Morandin, pattinatore artistico a rotelle italiano
- 1988 - Maximilian Munski, canottiere tedesco
- 1988 - Maxime Praz, giocatore di football americano svizzero
- 1988 - Nurmakhan Tynaliyev, lottatore kazako
- 1988 - Reisangmei Vashum, calciatore e allenatore di calcio indiano
- 1989 - Kwame Attram, calciatore ghanese
- 1989 - Marvin Austin, giocatore di football americano statunitense
- 1989 - Briga, cantautore e rapper italiano
- 1989 - Kristian Bjørnsen, pallamanista norvegese
- 1989 - Mario Brlečić, calciatore croato
- 1989 - Conor Dwyer, ex nuotatore statunitense
- 1989 - Ali Gabr, calciatore egiziano
- 1989 - Jerai Grant, cestista statunitense
- 1989 - Martin Grasegger, calciatore austriaco
- 1989 - Hideo Ishiguro, attore giapponese
- 1989 - Jasmin Kurtić, calciatore sloveno
- 1989 - Gerson Martínez, calciatore cileno
- 1989 - Emily Meade, attrice statunitense
- 1989 - Sarah Michel, cestista francese
- 1989 - María Payá Acevedo, attivista cubana
- 1989 - Michail Poliščuk, nuotatore russo
- 1989 - Niccolò Ronchetti, scacchista italiano
- 1989 - Stauros Schizas, cestista greco
- 1989 - Fiona Steil-Antoni, scacchista lussemburghese
- 1989 - Zuria Vega, attrice messicana
- 1989 - Jesús Vera, calciatore argentino
- 1989 - Wang Dalei, calciatore cinese
- 1989 - Wu Jingbiao, sollevatore cinese
- 1990 - Jeff Baca, giocatore di football americano statunitense
- 1990 - Carolina Benvenga, attrice, conduttrice televisiva e cantante italiana
- 1990 - Julien Berger, rugbista a 15 belga
- 1990 - Mirko Bortolotti, pilota automobilistico italiano
- 1990 - William Buford, cestista statunitense
- 1990 - Renan Buiatti, pallavolista brasiliano
- 1990 - Sanja Bursać, pallavolista serba
- 1990 - Adnan Čaušević, ex calciatore bosniaco
- 1990 - Krista DeGeest, pallavolista statunitense
- 1990 - Pape Maly Diamanka, calciatore senegalese
- 1990 - Débora González, cestista argentina
- 1990 - Christian Ibeagha, ex calciatore nigeriano
- 1990 - Nicolas Jaar, musicista e compositore statunitense
- 1990 - Ion Jardan, calciatore moldavo
- 1990 - Martin Jones, hockeista su ghiaccio canadese
- 1990 - Stefano Lilipaly, calciatore olandese
- 1990 - Calum Mallace, ex calciatore scozzese
- 1990 - Amin Nouri, calciatore norvegese
- 1990 - Julio Pichardo, calciatore cubano
- 1990 - Dion Prewster, cestista statunitense
- 1990 - Stefan Šćepović, calciatore serbo
- 1991 - An Hyok-il, calciatore nordcoreano
- 1991 - Stephie Caire, attrice, cantante e ballerina messicana
- 1991 - Merab Dvalishvili, artista marziale misto georgiano
- 1991 - Clemens Fandrich, ex calciatore tedesco
- 1991 - José Ricardo Figueroa, pentatleta cubano
- 1991 - Halldór Helgason, snowboarder islandese
- 1991 - Akbar Ismatullayev, calciatore uzbeko
- 1991 - Viktorija Moiseeva, giocatrice di curling russa
- 1991 - Finnegan Oldfield, attore francese
- 1991 - Vilim Posinković, calciatore croato
- 1991 - Gonzalo Pérez de Vargas, pallamanista spagnolo
- 1991 - Anastasija Šilova, cestista russa
- 1992 - Omid Alishah, calciatore iraniano
- 1992 - Lady Andrade, calciatrice colombiana
- 1992 - Christian Atsu, calciatore ghanese († 2023)
- 1992 - Kemar Bailey-Cole, velocista giamaicano
- 1992 - Mario Blessing, ex cestista tedesco
- 1992 - Geremy Davis, giocatore di football americano statunitense
- 1992 - Muhammet Demir, calciatore turco
- 1992 - Joel Ferreira, calciatore portoghese
- 1992 - Maryja Filončyk, ex cestista bielorussa
- 1992 - Ramiro Finco, rugbista a 15 e rugbista a 7 argentino
- 1992 - Emmanuel Frimpong, ex calciatore ghanese
- 1992 - Natalia Gaitán, calciatrice colombiana
- 1992 - Vegard Gjermundshaug, ex biatleta norvegese
- 1992 - Daniel Godelli, sollevatore albanese
- 1992 - Dennis Kramer, cestista statunitense († 2023)
- 1992 - Federico Milo, calciatore argentino
- 1992 - Osama Omari, calciatore siriano
- 1992 - Lukas Pöstlberger, ciclista su strada e ciclocrossista austriaco
- 1992 - Anderson Santamaría, calciatore peruviano
- 1992 - Michele Scartezzini, pistard italiano
- 1992 - Pavel Snurnicyn, hockeista su ghiaccio russo († 2011)
- 1992 - Šime Vrsaljko, ex calciatore croato
- 1992 - Siobhan Williams, attrice e cantante canadese
- 1992 - Katrina Young, tuffatrice statunitense
- 1993 - Rauw Alejandro, cantautore e rapper portoricano
- 1993 - Valentina Diouf, pallavolista italiana
- 1993 - Giuseppe Giofrè, ballerino, coreografo e cantante italiano
- 1993 - Ihor Hončar, calciatore ucraino
- 1993 - Jens Jønsson, calciatore danese
- 1993 - John Kim, attore australiano
- 1993 - Ryan Klapp, calciatore lussemburghese
- 1993 - Lee Chan-dong, calciatore sudcoreano
- 1993 - Osvaldas Olisevičius, cestista lituano
- 1993 - Tobias Rieder, hockeista su ghiaccio tedesco
- 1993 - Caterina Shulha, attrice e modella bielorussa
- 1993 - Marcel Tisserand, calciatore francese
- 1993 - Murray Wallace, calciatore scozzese
- 1994 - Mariano Almandoz, ex calciatore argentino
- 1994 - Mohammed Aman, mezzofondista etiope
- 1994 - Maddie Bowman, ex sciatrice freestyle statunitense
- 1994 - Austin Calitro, giocatore di football americano statunitense
- 1994 - Reiner Castro, calciatore venezuelano
- 1994 - Landon Collins, giocatore di football americano statunitense
- 1994 - Lasha Gobadze, lottatore georgiano
- 1994 - Vitalij Hemeha, calciatore ucraino
- 1994 - Faith Kipyegon, mezzofondista keniota
- 1994 - Artëm Klimenko, cestista russo
- 1994 - Martin Kreuzriegler, calciatore austriaco
- 1994 - OG Buda, rapper russo
- 1994 - Ariel Martínez, calciatore cileno
- 1994 - Jonas Omlin, calciatore svizzero
- 1994 - Ohi Omoijuanfo, calciatore norvegese
- 1994 - Tim Payne, calciatore neozelandese
- 1994 - John Jairo Ruiz, calciatore costaricano
- 1994 - Petra Senánszky, nuotatrice ungherese
- 1994 - Danilo Siqueira, cestista brasiliano
- 1994 - Aleksej Sutormin, calciatore russo
- 1995 - Lovre Bašić, cestista croato
- 1995 - Mohamed Buya Turay, calciatore sierraleonese
- 1995 - Luana Flütsch, ex sciatrice alpina svizzera
- 1995 - Maes, rapper francese
- 1995 - Anass Houssein, judoka gibutiano
- 1995 - Andreas Ivan, calciatore rumeno
- 1995 - Erwin Koffi, calciatore francese
- 1995 - Liu Junshuai, calciatore cinese
- 1995 - Marwan Moussa, rapper egiziano
- 1995 - Giuditta Nicolodi, cestista italiana
- 1995 - Luca Sestak, pianista e compositore tedesco
- 1995 - Tan Sixin, ginnasta cinese
- 1995 - William White, ex calciatore bermudiano
- 1995 - Zhu Yuling, tennistavolista cinese
- 1995 - Bilarab bin Haytham Al Sa'id, principe omanita
- 1995 - Özgür Özdemir, calciatore turco
- 1996 - Budda Baker, giocatore di football americano statunitense
- 1996 - Filippo Baldi, allenatore di tennis e ex tennista italiano
- 1996 - Issam Ben Khémis, calciatore tunisino
- 1996 - Larissa Crummer, ex calciatrice australiana
- 1996 - Carlo De Angelis, pallavolista italiano
- 1996 - Cristiano DiGiacinto, hockeista su ghiaccio canadese
- 1996 - John Frederiksen, calciatore faroese
- 1996 - Abdallah Gomaa, calciatore egiziano
- 1996 - Vagner Gonçalves, calciatore capoverdiano
- 1996 - Zīsīs Karachalios, calciatore greco
- 1996 - Marta Maggetti, velista italiana
- 1996 - Lauren McCrostie, attrice britannica
- 1996 - Andrea Migno, pilota motociclistico italiano
- 1996 - Kevin Méndez, calciatore uruguaiano
- 1996 - Andi Naude, sciatrice freestyle canadese
- 1996 - Vinceroy Nelson, calciatore nevisiano
- 1996 - Joshua Pacio, artista marziale misto filippino
- 1996 - María Paulina Pérez, tennista colombiana
- 1996 - Ahmed Sayed, calciatore egiziano
- 1996 - Jonathan Toledo, calciatore uruguaiano
- 1996 - Rômulo da Silva, calciatore brasiliano
- 1996 - Sakurako Ōhara, cantante e attrice giapponese
- 1997 - Anglerne Annelus, velocista statunitense
- 1997 - Luka Ašćerić, cestista austriaco
- 1997 - Vakoun Issouf Bayo, calciatore ivoriano
- 1997 - Aimen Bouguerra, calciatore algerino
- 1997 - Ibrahima Fall Faye, cestista senegalese
- 1997 - Sondre Fet, calciatore norvegese
- 1997 - Jordan Geist, ex cestista statunitense
- 1997 - Mike Jackson, giocatore di football americano statunitense
- 1997 - Bul Kuol, cestista sudsudanese
- 1997 - Nandor Kuti, cestista rumeno
- 1997 - Milan Lazarević, calciatore serbo
- 1997 - Peato Mauvaka, rugbista a 15 francese
- 1997 - Bart Meijers, calciatore olandese
- 1997 - Anisija Neborako, nuotatrice artistica russa
- 1997 - Amanda Tenfjord, cantautrice greca
- 1997 - Kristian Wilkerson, giocatore di football americano statunitense
- 1997 - Joe Worrall, calciatore inglese
- 1997 - Ablaikhan Zhussupov, pugile kazako
- 1998 - Brian Calderara, calciatore argentino
- 1998 - Matar Dieye, calciatore senegalese
- 1998 - Nikola Dukić, calciatore serbo
- 1998 - Saturday Erimuya, calciatore nigeriano
- 1998 - Jhojan García, ciclista su strada colombiano
- 1998 - Patrick Johnson, giocatore di football americano statunitense
- 1998 - Maia Lumsden, tennista britannica
- 1998 - Livio Meier, calciatore liechtensteinese
- 1998 - Michael Mmoh, tennista statunitense
- 1998 - Pedro Naressi, calciatore brasiliano
- 1998 - Stefano Oldani, ciclista su strada italiano
- 1998 - S. L. Narayanan, scacchista indiano
- 1998 - Tremont Waters, cestista statunitense
- 1998 - Xu Shilin, tennista cinese
- 1999 - Ellie Brazil, calciatrice inglese
- 1999 - Federica Carta, cantautrice italiana
- 1999 - Elijah Childs, cestista statunitense
- 1999 - Lara Della Mea, sciatrice alpina italiana
- 1999 - Verena Erlacher, calciatrice italiana († 2018)
- 1999 - Youssouf Fofana, calciatore francese
- 1999 - Andrew Hernandez, calciatore gibilterriano
- 1999 - Natalia Lacunza, cantante spagnola
- 1999 - Mason Mount, calciatore inglese
- 1999 - Annalena Rieke, calciatrice tedesca
- 1999 - Mitsuki Saitō, calciatore giapponese
- 1999 - Millicent Tanner, pistard britannica
- 1999 - Michael Ugwu, calciatore nigeriano
- 1999 - Grantas Vasiliauskas, cestista lituano
- 1999 - Manuel Wintzheimer, calciatore tedesco
- 2000 - Erik Botheim, calciatore norvegese
- 2000 - Marcel Dabo, giocatore di football americano tedesco
- 2000 - Alessandro Hojabrpour, calciatore canadese
- 2000 - Leonie Fiebich, cestista tedesca
- 2000 - Fōtīs Iōannidīs, calciatore greco
- 2000 - Matěj Koubek, calciatore ceco
- 2000 - Matteo Laganà, cestista italiano
- 2000 - Albin Mörfelt, calciatore svedese
- 2000 - Reneé Rapp, attrice e cantautrice statunitense
- 2000 - Pirmin Werner, sciatore freestyle svizzero
- 2000 - Sōta Yamamoto, pattinatore artistico su ghiaccio giapponese

## XXI secolo(45)
- 2001 - Santi Aldama, cestista spagnolo
- 2001 - Abdul Awudu, calciatore ghanese
- 2001 - Ján Bernát, calciatore slovacco
- 2001 - Tre Tomlinson, giocatore di football americano samoano americano
- 2001 - Ali Khalife, giocatore di football americano tedesco
- 2001 - Bub Means, giocatore di football americano statunitense
- 2001 - Shota Nonikashvili, calciatore georgiano
- 2001 - Arnau Puigmal, calciatore spagnolo
- 2001 - Frida Westman, saltatrice con gli sci svedese
- 2001 - Fabián Ángel, calciatore colombiano
- 2002 - Andri Baldursson, calciatore islandese
- 2002 - Capita, calciatore angolano
- 2002 - Diego Armando Díaz, calciatore argentino
- 2002 - Matías Godoy, calciatore argentino
- 2002 - James Hill, calciatore inglese
- 2002 - Isaiah Jackson, cestista statunitense
- 2002 - Ansgar Knauff, calciatore tedesco
- 2002 - Pablo Maia, calciatore brasiliano
- 2002 - Filip Marchwiński, calciatore polacco
- 2002 - Tornike Morchiladze, calciatore georgiano
- 2002 - Oscar Nilsson-Julien, pistard e ciclista su strada britannico
- 2002 - Leyanis Pérez Hernández, triplista cubana
- 2002 - Joaquín Sosa, calciatore uruguaiano
- 2002 - Séverin Tatolna, calciatore centrafricano
- 2002 - Max de Waal, calciatore olandese
- 2003 - Cesare Casadei, calciatore italiano
- 2003 - Ahmad Faqa, calciatore siriano
- 2003 - Jeison Fuentealba, calciatore cileno
- 2003 - Nohan Kenneh, calciatore liberiano
- 2003 - Joppe Mennes, cestista belga
- 2003 - Miguel Menino, calciatore portoghese
- 2003 - Xander Pintelon, cestista belga
- 2003 - Matteo Spagnolo, cestista italiano
- 2004 - Nnamdi Collins, calciatore tedesco
- 2004 - Ivar Jenner, calciatore indonesiano
- 2004 - Carlos Sejas, calciatore boliviano
- 2004 - Bryce Wettstein, skater, surfista e cantautrice statunitense
- 2006 - Gonçalo Miguel, calciatore portoghese
- 2006 - João Barros, calciatore portoghese
- 2006 - Yunus Emre Konak, calciatore turco
- 2006 - Zara Kramžar, calciatrice slovena
- 2006 - Octavio Ontivero, calciatore argentino
- 2007 - Mihajlo Cvetković, calciatore serbo
- 2007 - Daniel Daga, calciatore nigeriano
- 2007 - Maléna, cantante armena